# Erik Lallerstedt (kock)
För andra betydelser, se Erik Lallerstedt.
Erik Anders Lallerstedt, född 23 juni 1946 på Kungsholmen, är en svensk kock och krögare.

## Biografi
Erik Lallerstedt föddes på Kungsholmen i Stockholm och är sonson till arkitekten Erik Lallerstedt och son till arkitekten Lars-Erik Lallerstedt. Förutom som kock, har Lallerstedt bland annat arbetat som sjöman och receptionist. Hans första anställning var vid det berömda hotellet Waldorf Astoria i New York, där han arbetade som portier.
I sin karriär som kock har Lallerstedt drivit bland annat Hotell Saga i Borlänge, Gerdas fisk, Eriks i Gamla Stan och Bröderna Alms. År 1973 övertog han, tillsammans med Urban Standar, Gerdas fisk i Östermalmshallen i Stockholm. I mitten av 1970-talet fick han många nya idéer om restauranger och restaurangmat och öppnade 1979 Erik Lallerstedts Restaurang & Ostronbar vid Strandvägskajen, som var en av de första i Sverige att få en stjärna i den åtråvärda Guide Michelin. Den inhystes i en båt där det serverades fransk mat. Eriks på Strandvägskajen såldes 1987. År 1986 öppnades Eriks i Gamla stan och den drev Lallerstedt fram till den 1 januari 1999, då Pontus Frithiof tog över. 1997 öppnade han Pica Pica på Regeringsgatan, tidigare Coq Blanc, men verksamheten tyngdes av förluster och såldes 2000 till Mathias Dahlgren. År 1989 öppnade Lallerstedt Eriks Bakficka på Östermalm, tidigare Caesar, och 1994 tog han över Gondolen.
Erik Lallerstedt blev även uppmärksammad när han gick ner från 105 kilo till 84 kilo i kroppsvikt på sex månader, och gav ut en receptbok med anledning av detta.
Lallerstedt lanserade våren 2008 en såsserie i dagligvaruhandeln under märket Eriks såser. År 2012 mottog Erik Lallerstedt Kungliga Patriotiska Sällskapets Näringslivsmedalj för framgångsrikt entreprenörskap, som bidragit till svenskt näringslivs utveckling. Hans tryffelsås utsågs dock av organisationen Äkta vara till årets matbluff för 2016 eftersom den bara innehöll en tryffel per ton sås.
Lallerstedt är gift med Kerstin Lallerstedt, med vilken han har dottern Anna Lallerstedt som är arvtagare till familjeföretaget.